# Stormzy
Michael Ebenazer Kwadjo Omari Owuo, Jr., mais conhecido por seu nome artístico Stormzy (Londres, 26 de julho de 1993), é um rapper, cantor, compositor e artista britânico de grime e hip hop.

## Vida pessoal
Stormzy nasceu em Thornton Heath, Croydon, Londres, e frequentou a Harris Academy South Norwood. Ele é de ascendência ganesa. Começou a cantar aos 11 anos de idade e cantava também com rappers mais velhos em seu clube juvenil local. Durante uma sessão de perguntas e respostas em 2016 na Universidade de Oxford, Stormzy falou sobre os seus anos de escola: "Eu era uma criança muito impertinente, à beira de ser expulso, mas não era uma criança ruim, tudo o que fiz foi para mim, entretenimento. Mas quando eu fazia uma prova ou um teste, eu fazia muito bem". Ele disse que recebeu seis A+, três As e cinco Bs no GCSE, mas só conseguiu um ABCDE "humilhante" no A-Levels "Para alguém que discutia em sala de aula e estava à beira de ser expulso, erma as A-Levels que me mostravam que na vida você precisa de ética no trabalho".
Antes de se concentrar em sua música, estudou para um aprendizado no Leamington Spa e trabalhou em garantia da qualidade por dois anos em uma refinaria de petróleo em Southampton.

## Discografia
Álbuns de estúdio
- 2017 - Gang Signs & Prayer
- 2019 - Heavy Is the Head
- 2022 - This Is What I Mean

## Prêmios e indicações
| Ano  | Evento                       | Prêmio                               | Destinatário        | Resultado | Ref    |
| ---- | ---------------------------- | ------------------------------------ | ------------------- | --------- | ------ |
| 2014 | MOBO Awards                  | Melhor atuação grime                 | Stormzy             | Venceu    | [ 7 ]  |
| 2015 | MOBO Awards                  | Melhor atuação grime                 | Stormzy             | Venceu    | [ 7 ]  |
| 2015 | Rated Awards                 | Melhor vídeo                         | "Know Me From"      | Venceu    | [ 8 ]  |
| 2015 | Sound of...                  | Som de 2015                          | Stormzy             | Terceiro  | [ 9 ]  |
| 2016 | Rated Awards                 | Artista do ano                       | Stormzy             | Indicado  | [ 10 ] |
| 2016 | South Bank Awards            | The Times Breakthrough Award         | Stormzy             | Venceu    | [ 11 ] |
| 2016 | AIM Independent Music Awards | Prêmio Inovador                      | Stormzy             | Venceu    | [ 12 ] |
| 2017 | Brit Awards                  | Melhor atuação britânica             | Stormzy             | Indicado  | [ 13 ] |
| 2017 | BET Awards                   | Melhor atuação internacional: Europa | Stormzy             | Venceu    | [ 14 ] |
| 2017 | GQ Men of the Year Awards    | Artista solo do ano                  | Stormzy             | Venceu    | [ 15 ] |
| 2017 | Rated Awards                 | Artista do ano                       | Stormzy             | Venceu    | [ 16 ] |
| 2017 | Rated Awards                 | Melhor vídeo                         | Stormzy             | Venceu    | [ 16 ] |
| 2017 | BBC Music Awards             | Artista do ano                       | Stormzy             | Venceu    | [ 17 ] |
| 2018 | Brit Awards                  | Artista solo britânico masculino     | Stormzy             | Venceu    | [ 18 ] |
| 2018 | Brit Awards                  | Álbum britânico do ano               | Gang Signs & Prayer | Venceu    | [ 18 ] |